# Carl Ferdinand Fischer
Carl Ferdinand Fischer (* 18. Oktober 1889 in Grenaa, Dänemark; † 16. Dezember 1957 in Dänemark) war ein dänischer Fotograf und Stummfilmkameramann mit Ausflügen zum deutschen Film inmitten des Ersten Weltkriegs.

## Leben und Wirken
Fischer erhielt ab 1905 eine fotografische Ausbildung und arbeitete zunächst auch in diesem Beruf. 1913 wurde er von Dänemarks allmächtiger Filmproduktionsfirma Nordisk Film als Kameramann verpflichtet und fotografierte in der Folgezeit eine Fülle von überwiegend kurzen Spielfilmen, die nahezu ausschließlich von den Regisseuren Sofus Wolder, Lau Lauritzen und Alexander Christian inszeniert wurden. 1916 folgte Fischer einem Ruf nach Berlin, um dort einige minder bedeutende Kriegsproduktionen mit Dänemarks größten Filmstar Asta Nielsen (Im Lebenswirbel, Dora Brandes, Das Liebes-ABC, Das Eskimobaby, Das Waisenhauskind, Das Versuchskaninchen) zu fotografieren.
Gedreht wurde im Sommer 1916 unter einfachsten Bedingungen im Union-Film-Atelier in Berlin-Tempelhof. Seine hiesigen Regisseure waren unter anderem die gleichfalls nach Deutschland eingeladenen Regisseure Einar Zangenberg und Urban Gad. Nachdem diese Filme allesamt floppten bzw. mit beträchtlicher Verspätung in die Kinos kamen, kehrte Fischer 1917 nach Dänemark zurück. Dort stand er noch kurzzeitig hinter Filmkameras, arbeitete aber seit Beginn der 1920er Jahre wieder fast ausschließlich als Fotograf.
Sein älterer Bruder Hugo J. Fischer (1881–1940) arbeitete gleichfalls als Stummfilmkameramann und kooperierte nahezu ausschließlich mit dem Regisseur Lau Lauritzen.

## Filmografie
- 1913: Elskovs Gækkeri
- 1913: Den bortførte Brud
- 1913: Elskovs Opfindsomhed
- 1913: Prins for en Dag
- 1913: Frøken Anna og Anna Enepige
- 1913: Frk. Studenten
- 1913: Grossererens Overordnede
- 1913: I Stævnemødets Time
- 1913: Kæmpedamens Bortførelse
- 1913: Lykkens lunefulde Spil
- 1913: Troskabsvædsken
- 1913: Ægteskabets tornefulde Vej
- 1914: Fangens Søn
- 1914: En nydelig Ægtemand
- 1914: Grev Zarkas Bande
- 1914: Hægt mig i Ryggen
- 1914: Kvindehadernes Fald
- 1914: Perlehalsbaandet
- 1914: Stemmeretskvinden
- 1914: Stop Tyven
- 1914: Svindlere
- 1914: En Udskejelse
- 1914: Den fjerde Dame
- 1915: Det blaa Vidunder
- 1915: Hjertefejlen
- 1915: Den skønne Ubekendte
- 1915: Spøgelsestyven
- 1915: Susanne i Badet
- 1915: En søvnig Brudgom
- 1915: Tre om Een
- 1915: Hans Kusine
- 1915: Uniformens Magt
- 1916: Im Lebenswirbel
- 1916: Dora Brandes
- 1916: Das Liebes-ABC
- 1916: Das Versuchskaninchen
- 1916: Das Eskimobaby
- 1916: Das Waisenhauskind
- 1917: Alibisvindlerne 1
- 1917: H.P. hænger paa 'en
- 1919: Den Sømand han maa lide
- 1923: Smil og Taare